# Torslanda Idrottsklubb
O Torslanda Idrottsklubb, ou simplesmente Torslanda IK, é um clube de futebol da Suécia fundado em  1944. Sua sede fica localizada em Torslanda.